# Jeux de la Lusophonie 2009
Navigation
Macau 2006 Goa 2014
Les Jeux de la Lusophonie 2009 se sont déroulés à Lisbonne du 11 au 19 juillet 2009. Il s'agit de la deuxième édition de ces Jeux.

## Pays participants
- Angola
- Brésil
- Cap-Vert
- Inde (membre associé)
- Guinée-Bissau
- Guinée équatoriale (membre associé)
- Macao
- Mozambique
- Portugal
- Sao Tomé-et-Principe
- Sri Lanka (membre associé)
- Timor oriental

### Participation probable
- Galice
- Indonésie île de flores
- Maroc
- Ghana
- Maurice[1]

Finalement, aucun de ces pays ne participe à cette seconde édition des Jeux de la Lusophonie.

## Calendrier des épreuves
Les différentes disciplines sont : l'athlétisme, le basket-ball, le football, le football en salle, le taekwondo, le tennis de table, le volley-ball, le volley-ball de plage.
| ● | Cérémonie d'ouverture | ● | Compétitions | ● | Finales de compétitions | ● | Cérémonie de clôture |

| Programme         | Juillet | Juillet | Juillet | Juillet    | Juillet | Juillet      | Juillet | Juillet | Juillet | T  |
| Programme         | 11      | 12      | 13      | 14         | 15      | 16           | 17      | 18      | 19      | T  |
| ----------------- | ------- | ------- | ------- | ---------- | ------- | ------------ | ------- | ------- | ------- | -- |
| Cérémonies        | ●       |         |         |            |         |              |         |         | ●       |    |
| Athlétisme        |         |         |         | ●●●●● ●●●● | ●●●●●●  | ●●●●●● ●●●●● |         |         |         | 32 |
| Handisport        |         |         |         | ●          | ●●      |              |         |         |         | 3  |
| Basket-ball       |         |         |         |            |         |              |         | ●       | ●       | 2  |
| Football          |         |         |         |            |         |              |         | ●       |         | 1  |
| Football en salle |         |         |         |            |         |              |         |         | ●       | 1  |
| Judo              |         |         | ●●● ●●  | ●●         | ●●● ●●  |              |         |         |         | 14 |
| Taekwondo         |         | ●●●●    |         |            |         |              |         |         |         | 8  |
| Tennis de Table   |         |         |         | ●●         | ●       | ●●           |         |         |         | 5  |
| Volley-ball       |         |         |         |            |         | ●●           |         |         |         | 2  |
| Beach Volley      |         |         |         |            |         |              |         | ●●      |         | 2  |
| Finales           | —       | 8       | 5       | 16         | 20      | 15           | —       | 4       | 2       | 70 |
| Programme         | 11      | 12      | 13      | 14         | 15      | 16           | 17      | 18      | 19      |    |
| Programme         | Juillet |         |         |            |         |              |         |         |         |    |

## Tableau des médailles
C'est l'équipe du Cap-Vert qui a inauguré le tableau en remportant la première médaille de ces Jeux.
| Rang  | Nation               | Or | Argent | Bronze | Total |
| ----- | -------------------- | -- | ------ | ------ | ----- |
| 1     | Brésil               | 33 | 22     | 20     | 75    |
| 2     | Portugal             | 25 | 33     | 13     | 71    |
| 3     | Angola               | 4  | 2      | 8      | 14    |
| 4     | Macao                | 1  | 3      | 5      | 9     |
| 5     | Inde                 | 1  | 1      | 5      | 7     |
| 6     | Sao Tomé-et-Principe | 1  | 1      | 5      | 7     |
| 7     | Cap-Vert             | 1  | 1      | 4      | 6     |
| 8     | Sri Lanka            | 1  | 0      | 4      | 5     |
| 9     | Mozambique           | 0  | 2      | 2      | 4     |
| —     | Guinée-Bissau        | 0  | 0      | 0      | 0     |
|       | Guinée équatoriale   | 0  | 0      | 0      | 0     |
|       | Timor oriental       | 0  | 0      | 0      | 0     |
| Total | Total                | 67 | 65     | 66     | 198   |

## Anecdotes
La Banque du Portugal a émis à l'occasion des jeux une pièce commémorative de 2 euros.
Un athlète de la délégation Brésilienne a été détecté positif au virus de la grippe A dès le premier jour de compétition.